# Lautertal (Bajorország)
Lautertal település Németországban, azon belül Bajorországban. Lakosainak száma 4553 fő (2023. december 31.).

## Népesség
A település népessége az elmúlt években az alábbi módon változott:
| Lakosok száma | 3062 | 2777 | 4122 | 4143 | 4239 | 4269 | 4265 | 4303 | 4520 | 4553 |
|               | 1970 | 1975 | 2011 | 2012 | 2014 | 2015 | 2017 | 2019 | 2022 | 2023 |